# Борнеј (Долина Аосте)
Борнеј је насеље у Италији у округу Долина Аосте, региону Долина Аосте.
Према процени из 2011. у насељу је живело 6 становника. Насеље се налази на надморској висини од 1000 м.